# Lysandra postrufomarginata
Lysandra postrufomarginata är en fjärilsart som beskrevs av Ruggero Verity 1946. Lysandra postrufomarginata ingår i släktet Lysandra och familjen juvelvingar. Inga underarter finns listade i Catalogue of Life.